# Ritratto dell'infanta Margherita in azzurro
L'infanta Margherita in azzurro è un dipinto a olio su tela di 127x107 cm realizzato nel 1659 dal pittore Diego Velázquez. Conservato nel Kunsthistorisches Museum di Vienna, il dipinto ritrae l'infanta Margherita Teresa di Spagna (1651-1673) all'età di otto anni.

## Descrizione
Si tratta di uno dei molteplici ritratti dell'infanta, che venivano inviati a Vienna per mostrarne la maturazione, di anno in anno, allo zio Leopoldo I d'Asburgo, a cui era stata promessa in sposa.
Il quadro ritrae, su uno sfondo appena abbozzato, l'infanta Margherita in un ampio abito azzurro cupo decorato in oro, la cui luminosità cangiante viene resa tramite brevi pennellate di colore puro.